# Persone di cognome Harrison
| Questa pagina contiene informazioni ricavate automaticamente dalle voci biografiche con l'ausilio del template Bio e di un bot. L'aggiornamento è periodico e automatico e ricostruisce completamente la pagina. Se manca una persona in questa lista, sei pregato di non aggiungerla, ma accertati piuttosto che la sua voce biografica contenga il template Bio e che i dati anagrafici siano correttamente compilati. Se il template Bio manca, inseriscilo tu stesso o, in alternativa, metti l'avviso {{tmp\|Bio}} che ne segnala la mancanza. Se i dati riportati sono sbagliati, correggi direttamente la voce biografica; le modifiche saranno visibili in questa lista entro pochi giorni. Per chiarimenti vedi il progetto antroponimi. La lista contiene solo le 104 persone che sono citate nell'enciclopedia e per le quali è stato implementato correttamente il template Bio. Pagina aggiornata al 7 ago 2025. |

Questa è una lista di persone presenti nell'enciclopedia che hanno il cognome Harrison, suddivise per attività principale.

## Allenatori di calcio(1)
- Mark Harrison, allenatore di calcio e ex calciatore inglese (Derby, n. 1960)

## Allenatori di pallacanestro(1)
- Les Harrison, allenatore di pallacanestro e dirigente sportivo statunitense (Rochester, n. 1904 - † 1997)

## Altisti(1)
- JuVaughn Harrison, altista e lunghista statunitense (Huntsville, n. 1999)

## Architetti(2)
- Peter Harrison, architetto britannico (York, n. 1716 - New Haven, † 1775)
- Wallace Harrison, architetto statunitense (Worcester, n. 1895 - New York, † 1981)

## Arrampicatori(1)
- Campbell Harrison, arrampicatore australiano (Dandenong, n. 1997)

## Artiste marziali miste(1)
- Kayla Harrison, artista marziale mista e ex judoka statunitense (Middletown, n. 1990)

## Attori(6)
- Rex Harrison, attore britannico (Huyton, n. 1908 - New York, † 1990)
- Bret Harrison, attore statunitense (Portland, n. 1982)
- Gregory Harrison, attore statunitense (Avalon, n. 1950)
- Randy Harrison, attore statunitense (Nashua, n. 1977)
- Richard Harrison, attore statunitense (Salt Lake City, n. 1936)
- Will Harrison, attore statunitense (Ithaca, n. 1996)

## Attrici(5)
- Cathryn Harrison, attrice britannica (Marylebone, n. 1959 - Plymouth, † 2018)
- Emily Harrison, attrice statunitense (Louisiana, n. 1977)
- Jenilee Harrison, attrice statunitense (Northridge, n. 1958)
- Patti Harrison, attrice, comica e sceneggiatrice statunitense (Orient, n. 1990)
- Schae Harrison, attrice statunitense (Anaheim Hills, n. 1962)

## Batteristi(1)
- Gavin Harrison, batterista britannico (Londra, n. 1963)

## Calciatori(6)
- Frank Harrison, calciatore inglese (Gateshead, n. 1931 - York, † 1981)
- George Harrison, calciatore inglese (Church Gresley, n. 1892 - Church Gresley, † 1939)
- Jack Harrison, calciatore inglese (Stoke-on-Trent, n. 1996)
- Mike Harrison, calciatore inglese (Ilford, n. 1940 - Spagna, † 2019)
- Paul Harrison, ex calciatore inglese (Liverpool, n. 1984)
- Shayon Harrison, calciatore inglese (Hornsey, n. 1997)

## Canoiste(1)
- Nevin Harrison, canoista statunitense (Seattle, n. 2002)

## Cantanti(3)
- Dhani Harrison, cantante e polistrumentista britannico (Windsor, n. 1978)
- Wilbert Harrison, cantante e musicista statunitense (Charlotte, n. 1929 - Spencer, † 1994)
- Mýa, cantante e attrice statunitense (Washington, n. 1979)

## Cantautori(2)
- Yungblud, cantautore britannico (Doncaster, n. 1997)
- George Harrison, cantautore, polistrumentista e compositore britannico (Liverpool, n. 1943 - Los Angeles, † 2001)

## Cantautrici(1)
- Courtney Love, cantautrice e attrice statunitense (San Francisco, n. 1964)

## Cestiste(2)
- Isabelle Harrison, cestista statunitense (Nashville, n. 1993)
- Lisa Harrison, ex cestista e allenatrice di pallacanestro statunitense (Louisville, n. 1971)

## Cestisti(9)
- Bob Harrison, cestista e allenatore di pallacanestro statunitense (Toledo, n. 1927 - † 2024)
- David Harrison, ex cestista statunitense (Nashville, n. 1982)
- David Harrison, ex cestista e allenatore di pallacanestro statunitense (Louisville, n. 1975)
- Aaron Harrison, cestista statunitense (San Antonio, n. 1994)
- Andrew Harrison, cestista statunitense (San Antonio, n. 1994)
- C.C. Harrison, ex cestista statunitense (Reidsville, n. 1976)
- D'Angelo Harrison, cestista statunitense (Anchorage, n. 1993)
- D.J. Harrison, ex cestista statunitense (Filadelfia, n. 1979)
- Shaquille Harrison, cestista statunitense (Kansas City, n. 1993)

## Chitarristi(1)
- Jerry Harrison, chitarrista, tastierista e produttore discografico statunitense (Milwaukee, n. 1949)

## Compositori(1)
- Lou Harrison, compositore e musicista statunitense (Portland, n. 1917 - Lafayette, † 2003)

## Conduttori televisivi(1)
- Chris Harrison, conduttore televisivo statunitense (Dallas, n. 1971)

## Curatori editoriali(1)
- Niall Harrison, curatore editoriale e critico letterario britannico (Regno Unito, n. 1980)

## Filantropi(1)
- James Harrison, filantropo australiano (Junee, n. 1936 - Umina Beach, † 2025)

## Generali(2)
- Thomas Harrison, generale inglese (n. 1606 - Londra, † 1660)
- William Henry Harrison, generale e politico statunitense (Contea di Charles City, n. 1773 - Washington, † 1841)

## Giocatori di baseball(1)
- Josh Harrison, giocatore di baseball statunitense (Cincinnati, n. 1987)

## Giocatori di football americano(6)
- Anton Harrison, giocatore di football americano statunitense (Washington, n. 2002)
- Damon Harrison, giocatore di football americano statunitense (New Iberia, n. 1988)
- Malik Harrison, giocatore di football americano statunitense (Columbus, n. 1998)
- Reggie Harrison, ex giocatore di football americano statunitense (Somerville, n. 1951)
- Rodney Harrison, ex giocatore di football americano statunitense (Markham, n. 1972)
- Zach Harrison, giocatore di football americano canadese (Lewis Center, n. 2001)

## Giornaliste(2)
- Marguerite Harrison, giornalista, scrittrice e agente segreto statunitense (Baltimora, n. 1879 - Baltimora, † 1967)
- Sarah Harrison, giornalista inglese (Gran Bretagna, n. 1982)

## Imprenditori(1)
- Rick Harrison, imprenditore e personaggio televisivo statunitense (Davidson, n. 1965)

## Medici(1)
- Tinsley Randolph Harrison, medico statunitense (Talladega, n. 1900 - Birmingham, † 1978)

## Mezzofondisti(1)
- Rob Harrison, ex mezzofondista britannico (n. 1959)

## Militari(1)
- Craig Harrison, militare e scrittore britannico (Cheltenham, n. 1974)

## Modelle(2)
- Linda Harrison, modella e attrice statunitense (Berlin, n. 1945)
- Marie-Claire Harrison, modella britannica (Whalley, n. 1973)

## Nuotatori(2)
- George Harrison, nuotatore statunitense (Berkeley, n. 1939 - † 2011)
- Regan Harrison, ex nuotatore australiano (Brisbane, n. 1977)

## Nuotatrici(1)
- Joan Harrison, nuotatrice sudafricana (East London, n. 1935 - † 2025)

## Orologiai(1)
- John Harrison, orologiaio e inventore inglese (Foulby, n. 1693 - Londra, † 1776)

## Ostacoliste(2)
- Kendra Harrison, ostacolista statunitense (Tennessee, n. 1992)
- Queen Harrison, ostacolista statunitense (Loch Sheldrake, n. 1988)

## Piloti automobilistici(1)
- Cuth Harrison, pilota automobilistico britannico (Ecclesall, n. 1906 - Sheffield, † 1981)

## Poeti(1)
- Tony Harrison, poeta inglese (Leeds, n. 1937)

## Politici(2)
- Benjamin Harrison, politico statunitense (North Bend, n. 1833 - Indianapolis, † 1901)
- Faustino Harrison, politico e notaio uruguaiano (Dipartimento di Flores, n. 1900 - Montevideo, † 1963)

## Politologi(1)
- Lawrence Harrison, politologo statunitense (n. 1932 - Alessandropoli, † 2015)

## Produttori discografici(1)
- Rich Harrison, produttore discografico e paroliere statunitense (Washington, n. 1978)

## Pugili(1)
- Audley Harrison, ex pugile britannico (Londra, n. 1971)

## Rapper(1)
- Captain Hollywood, rapper, ballerino e coreografo statunitense (Newark, n. 1962)

## Registi(1)
- John Harrison, regista cinematografico, sceneggiatore e produttore cinematografico statunitense (Pittsburgh, n. 1948)

## Rugbisti a 15(3)
- Justin Harrison, rugbista a 15 e allenatore di rugby a 15 australiano (Sydney, n. 1974)
- Mike Harrison, ex rugbista a 15 britannico (Barnsley, n. 1956)
- Teimana Harrison, rugbista a 15 neozelandese (Ōpōtiki, n. 1992)

## Sceneggiatrici(1)
- Joan Harrison, sceneggiatrice, produttrice cinematografica e produttrice televisiva britannica (Guildford, n. 1907 - Londra, † 1994)

## Schermidori(1)
- Ray Harrison, schermidore britannico (Northolt, n. 1929 - † 2000)

## Sciatori alpini(2)
- Jeffrey Harrison, ex sciatore alpino statunitense (n. 1984)
- Noel Harrison, sciatore alpino, attore e cantante britannico (Londra, n. 1934 - Exeter, † 2013)

## Scrittori(4)
- Harry Harrison, scrittore, glottoteta e esperantista statunitense (Stamford, n. 1925 - Crowborough, † 2012)
- Jim Harrison, scrittore e poeta statunitense (Grayling, n. 1937 - Patagonia, † 2016)
- M. John Harrison, scrittore britannico (Warwickshire, n. 1945)
- William Harrison, scrittore e sceneggiatore statunitense (Dallas, n. 1933 - Fayetteville, † 2013)

## Scrittrici(3)
- A. S. A. Harrison, scrittrice e artista canadese (n. 1948 - † 2013)
- Melissa Harrison, scrittrice britannica (Surrey, n. 1975)
- Olivia Harrison, scrittrice, produttrice cinematografica e filantropa messicana (Città del Messico, n. 1948)

## Storiche delle religioni(1)
- Jane Ellen Harrison, storica delle religioni e linguista britannica (Cottingham, n. 1850 - Londra, † 1928)

## Tenniste(2)
- Catherine Harrison, tennista statunitense (Memphis, n. 1994)
- Pat Harrison, ex tennista britannica

## Tennisti(2)
- Christian Harrison, tennista statunitense (Shreveport, n. 1994)
- Ryan Harrison, ex tennista statunitense (Shreveport, n. 1992)

## Triplisti(1)
- Kenny Harrison, ex triplista statunitense (Milwaukee, n. 1965)

## Velocisti(2)
- Alvin Harrison, ex velocista statunitense (Orlando, n. 1974)
- Calvin Harrison, ex velocista statunitense (Orlando, n. 1974)

## Violiniste(1)
- May Harrison, violinista e docente inglese (Roorkee, n. 1890 - South Nutfield, † 1959)

## Violoncelliste(1)
- Beatrice Harrison, violoncellista britannica (Roorkee, n. 1892 - Surrey, † 1965)